# Nielsen Holdings
Nielsen (Nielsen Holdings Plc, «Нільсен») — провідна міжнародна публічна маркетингова компанія, що представлена у понад 100 країнах. У компанії працюють 44.000 людей по всьому світу. Загальний дохід у 2016 році становив $6,2 млрд.

## Загальна інформація
Штаб-квартира компанії розташована в Нью-Йорку, представлена більш ніж у 100 країнах (на 2014 рік), у тому числі й в Україні (з 1995 року), загальна кількість працівників — близько 40 тисяч (на 2013 р.).
Nielsen Holdings проводить маркетингові дослідження, спрямовані на виявлення смаків і уподобань споживачів різних товарів, продуктів і послуг. Значну частину роботи компанії складає вимірювання кількості ТБ-аудиторії. У 2013 році для спрощення компанія розділила свою діяльність на два умовні питання: «Що споживачі купують» (англ. What Consumers Buy; дві третини доходу Nielsen Holdings) і «Що споживачі дивляться» (англ. What Consumers Watch; третина доходу).
«Що споживачі купують»
У своїй роботі фахівці Nielsen використовують дані про те, які типи товарів, яких марок, хто і коли купує. Для збору інформації застосовуються різні інструменти: наприклад, такі складні пристрої, як окуляри для айтрекінгу, чи, навпаки, зовсім прості засоби — збираються пусті сигаретні пачки на вулиці, що робиться для уточнення частки контрафакту серед тютюнових виробів. Постійними клієнтами компанії в цьому сегменті є Coca-Cola, Nestlé, Procter & Gamble, Unilever, Walmart тощо.

## Історія
У 1923 році Артур Нільсен заснував компанію ACNielsen, що продавала інженерні дослідження. Це була перша у світі компанія, що почала досліджувати споживчий ринок. 1932 року компанія вже проводила дослідження щодо купівлі продуктів та ліків, приблизно ж у той час Артур Нільсен ввів у обіг термін «частка ринку».

### Радіо і телебачення
У 1936 році він задумався про винайдення «вимірювача людей» — пристрою, що відслідковував би, які радіостанції в який час доби працюють у будинках американців. Після кількох невдалих спроб пристрій був винайдений, і з 1942 року запрацювала національна служба радіорейтингу. Відслідковувались радіоточки у приблизно 1000 осель, інформація про слухачів допомогла великим компаніям максимально ефективно розміщувати свою рекламу в ефірі. Цей момент вважається народженням терміну «вимірювання аудиторії». З 1950 року, після появи телебачення, цей інструмент вибрав основним контингентом свого дослідження телеглядачів, нині це відомо як «рейтинг Нільсена». З 2008 року Nielsen Holdings вивчає поведінку споживачів «із трьох екранів»: телебачення, Інтернет і мобільні пристрої.

## Злиття, поглинання, альянси
1984 року компанія Nielsen була поглинута корпорацією Dun & Bradstreet, яка у 1996 році розділила внутрішню структуру на дві частини: Nielsen Media Research, що стала працювати винятково над телевізійними рейтингами, та ACNielsen, що стала вивчати споживачів товарів. У 1999 році Nielsen Media Research була куплена голландською компанією Verenigde Nederlandse Uitgeverijen. У 2008 році Nielsen інвестувала в нейромаркетингову компанію NeuroFocus, і в 2011 році викупила її повністю. У 2010 році об'єдналася з консалтинговою компанією McKinsey & Company з метою створення соціальної медіаконсалтингової компанії NM Incite. У грудні 2012 році стало відомо про купівлю компанію Arbitron, що спеціалізувалася на вивченні радіоаудиторії, за $1,26 млрд.
З 2006 по 2011 рік Nielsen була приватною компанією, до і після цього — публічною. Із січня 2011 року акції компанії розміщені на Нью-Йоркській фондовій біржі.
22 січня 2015 року Nielsen придбала Brandbank, що спеціалізується на процесі цифрового збору, управління та розповсюдження вмісту товарів та брендів FMCG-сегменту. 4 березня 2015 року Nielsen оголосила про придбання Exelate, постачальника даних та технологій для полегшення купівлі та продажу реклами на алгоритмічних платформах
.